# Mieczysław Michalski (kompozytor)
Mieczysław Michalski (ur. 3 listopada 1924 w Bydgoszczy, zm. 14 maja 1988) – polski kompozytor, dyrygent, nauczyciel muzyki i działacz kulturalny.

## Życiorys
Urodził się w Bydgoszczy, ale gdy miał sześć lat (w 1930) cała rodzina przeprowadziła się do Chełmna. Zgodnie z wolą ojca w wieku siedmiu lat rozpoczął naukę gry na skrzypcach. W 1937 zaczął uczyć się tej gry (a także akordeonu, teorii muzyki i zespołu smyczkowego) w Konserwatorium Muzycznym w Bydgoszczy. Naukę przerwał mu wybuch II wojny światowej. W 1940 został przez Niemców wywieziony na roboty przymusowe do Kanina koło Lęborka, a następnie do pobliskich Redkowic.
Od 1951 pracował jako nauczyciel w klasie skrzypiec w nowo powstałej Państwowej Szkole Muzycznej w Lęborku. Nauczał także zasad muzyki i kształcenia słuchu. Nie posiadając odpowiedniego przygotowania pedagogicznego, uzupełniał wiedzę w Państwowej Średniej Szkole Muzycznej w Gdańsku-Wrzeszczu (klasa skrzypiec prof. Anity Romanowskiej, dyplom w 1956). 1 marca 1955 objął stanowisko dyrektora Państwowego Ogniska Artystycznego w Lęborku, na które przemianowano szkołę. Był współorganizatorem amatorskiej orkiestry symfonicznej (jednej z kilku w Polsce). Działał na rzecz lokalnego środowiska kulturalnego, a także komponował. Był autorem Hejnału Lęborka i Lęborskiej piosenki. Opracował wszystkie programy artystyczne dla zespołu Młodość, m.in. Flaga na maszt, Bukiet przyjaźni, Żołnierska piosenka oraz Tobie lęborska ziemio. Skomponował też takie utwory jak: Inowrocławski walc, Tu ogniki, Harcerski walc, Marsz młodości, Polka błyskotka i W Łeby pradolinie. 
Zmarł po długotrwałej chorobie. Upamiętniono go jako patrona lęborskiej Szkoły Muzycznej, a także lokalnego parku (dawnego cmentarza protestanckiego).

## Odznaczenia
Został uhonorowany następującymi odznaczeniami:
- Krzyż Kawalerski Orderu Odrodzenia Polski,
- Złoty i Srebrny Krzyż Zasługi,
- Złota Odznaka Polskiego Związku Chórów i Orkiestr,
- Nagroda Wojewody Słupskiego,
- Nagroda Ministra Oświaty I stopnia[1] (dwukrotnie[3]).